# Kryoradiolipolýza
Kryoradiolipolýza je kombinovaná neinvazivní metoda tvarování postavy, která kombinuje nejmodernější technologie a poznatky z oblasti biofyziky s cílem odbourat tukovou tkáň bez narušení integrity kůže. Metoda využívá účinky nízkých teplot a ultrazvuku na tukovou tkáň. Významný je fakt, že obě metody jsou aplikovány v kombinaci, která výrazným způsobem prohlubuje efekt obou technologií.

## Definice
Kryo = chlad – pochází z řeckého slova kryos (κρύο), Radio = akustické vlnění, Lipo = tuk, Lýza = rozklad.

## Součásti kryoradiolipolýzy
Kryolipolýza je metoda destrukce tukové tkáně, která nastává vlivem působení nízkých teplot na tukovou buňku – adipocyt. Následkem působení chladu na tukovou buňku je její apoptóza. První výsledky zákroku se dostavují asi měsíc po aplikaci, finálního efektu je dosaženo zhruba po 3 až 4 měsících. Aplikaci lze opakovat maximálně 3x na stejné lokalitě k prohloubení účinku. Radiofrekvenční lipolýza je metoda destrukce tukové tkáně, která nastává vlivem působení tepla na tukovou buňku. Teplo je indukováno radiofrekvenční vlnou vstupující do podkoží skrze kontaktní aplikátor radiofrekvenčního přístroje. Adipocyt vlivem působení tepla vypuzuje svůj obsah - vakuolu tukové buňky. Na vyloučení obsahu a zbytků tukové buňky z těla se následně podílejí lymfatická soustava a oběhová soustava. Výsledky zákroku jsou patrné ihned po ošetření, odbourání zbytků adipocytů trvá zhruba 1 měsíc, kdy je dosaženo finálního efektu. Aplikaci lze opakovat na stejné lokalitě 6x v jednom cyklu. Mezi jednotlivými cykly je doporučována několikaměsíční pauza.

## Efekty
- první výsledky jsou patrné ihned po ošetření
- výsledný efekt patrný zhruba po 2 měsících
- efekt samotné kryolipolýzy je prohlouben a urychlen
- výsledek beze zbytku srovnatelný s chirurgickou liposukcí [2]
- postačuje menší počet aplikací
- dochází k stimulaci syntézy kolagenu, obnově pružnosti a pevnosti pokožky
- nevznikají nerovnosti

## Pozitiva
- metoda je časově nenáročná a bez nutnosti rekonvalescence
- spojení dvou nejúčinnějších technologií
- metoda je bezbolestná
- rizika spojená s aplikací a kontraindikace jsou minimální

## Negativa
- metoda je aplikována jen na několika pracovištích v České republice
- je nutno počítat s nemalou investicí
- aplikace je vázána speciálními postupy, které tvoří know-how specializovaných pracovišť
- vzhledem k tomu, že je metoda nová, není k dispozici mnoho informací a klinických studií
- u některých jedinců je nutno počítat s opakovanou aplikací (maximálně však 3 aplikace na téže lokalitě)

## Kontraindikace
KryoRADIOlipolýza se neprovádí u následujících stavů KryoRADIOlipolýza se neprovádí u následujících stavů :
- Gravidita
- Cévní onemocnění
- Ateroskleróza
- Rakovina
- Epilepsie
- Kožní choroby
- Choroby ledvin, slinivky a jater
- Hyperlipidemie, Hemofilie, Roztroušená skleróza
- Raynaudův syndrom
- Lidé užívající antikoagulanty
- Infekce
- Kovové implantáty a implantovaná zařízení např. kardiostimulátor